# 하이드로젠 웨이브
하이드로젠 웨이브(영어: Hydrogen Wave)는 수소에너지 기술을 다루는 글로벌 행사이다.

## 명칭
수소 관련 기술혁신을 통해 수소시대의 조속한 도래 및 기후변화 대응에도 앞장서겠다는 의미를 담고 있다.

## 상세
2021년 8월 26일, 현대자동차그룹은 하이드로젠 웨이브에서 공개될 미래 수소 제품군에 대한 영상 3편을 공개했다.
2021년 9월 7일 온라인을 통해 행사가 개최됐으며, 수소사업의 비전과 수소연료전지 및 수소모빌리티의 실체를 공개했다. 또한, 현대자동차그룹은 수소비전 2040을 제시했다. 2028년까지 대형 트럭, 버스 등 모든 상용차 신모델은 수소전기차와 전기차로 출시되며, 수소연료전지 PBV 개발 및 상용차 부문에 자율주행과 로보틱스를 결합할 예정이다.

### 트레일러 드론
무인 운송 시스템 콘셉트 모빌리티 트레일러 드론이 공개됐다. 수소연료전지 및 완전 자율주행기술이 적용된 2대의 e-Bogie 위에 트레일러가 얹혀져 있는 모빌리티이다. 일반 트레일러보다 좁은 반경으로 회전 가능하며, 1회 충전으로 1,000km 이상을 주행할 수 있도록 개발되고 있다.

### 연료전지시스템
100kW급과 200kW급 연료전지시스템이 공개됐다. 100kW급 연료전지시스템은 현대자동차 넥쏘에 적용된 2세대 연료전지시스템에 비해 부피를 30% 줄였으며, 상용차용으로 개발 중인 200kW급 연료전지시스템은 출력을 2배 정도 강화했다. 현재 개발 중인 3세대 연료전지시스템은 100kW급 연료전지시스템을 여러 개 연결해 500kW, 1MW 등 다양한 출력을 제공 가능하다.

### 비전 FK
고성능 수소연료전지차 비전 FK가 공개됐다. 비전 FK는 표준화 및 공용화 부품을 사용하지 않으며, 리막과 협업한 PE 시스템과 수소연료전지 시스템을 결합했다. 수소연료전지 시스템은 비전 FK가 저속 주행을 하거나 배터리 충전 상태를 유지 및 관리할 때 기본 동력원으로 활용된다. 2kg 용량의 수소연료탱크 2개는 뒷차축 위에, 평균 출력 85kW, 최고 출력 95kW인 2세대 연료전지 스택은 앞차축 위에 탑재됐다. PE 시스템은 2개의 구동모터와 감속기, 인버터, 배터리를 결합한 시스템이며, 고속주행이나 역동적인 주행 상황에서 힘을 발휘하도록 돕는다. 후륜에 적용된 구동 모터 2개의 합산 출력은 500kW 이상이다.  
| 구분              | 비전 FK  |
| ----------------- | -------- |
| 충전 시간(분)     | 5        |
| 최대 주행거리(km) | 600 이상 |
| 최고 속도(km/h)   | 260      |
| 0-100km(초)       | 3.9      |

### 레스큐 드론
수소연료전지와 비행 드론 및 소방용 방수총이 결합된 모빌리티 레스큐 드론이 공개됐다. 재난현장을 촬영하면서 방수총을 가동해 화재 진압 및 인명 구조가 가능하다. 원격주행과 자율주행이 가능하며, 1회 충전 시 주행거리는 450~500km이다.

### 그 외
이동형 수소충전소 H 무빙 스테이션, 엠비전 2GO, 엠비전 POP, 전동 미니카 키즈 넥쏘, 엑시언트 수소전기트럭, 수소전기버스, 수소전기트램 등이 전시됐다. 

## 현황

### 대한민국
2019년 1월 대한민국은 2040년까지 세계 최고 수준의 수소경제 선도국가로 도약하겠다는 내용의 수소경제 활성화 로드맵 공개했다. 

### 일본
2017년 수소기본전략에서 2050년까지의 장기적인 수소사회 비전을 공개했다.

### 독일
2020년 6월 독일은 국가수소전략 발표 후 수소시장 개발 및 기술 제고를 위한 투자를 진행하고 있다. 또한, 2020년 7월 유럽연합 집행위원회가 수소경제전략을 통해 전 산업 분야에서 수소 활용을 확대하겠다고 공개했다.

### 중국
2020년 10월 중국은 에너지 절감 및 신에너지차 기술 로드맵에서 2035년까지 수소전기차를 누적 100만대 보급하겠다는 목표를 설정했다. 

### 미국
2020년 11월 미국은 수소 프로그램을 발표했다. 그동안 추진해 온 연구개발 프로젝트를 통합해 구체적인 실행방안을 제시했다. 바이든 정부에서는 미국 교통·환경센터가 2035년까지 수소버스 1.7만대 도입 방안이 포함된 대중교통 전동화 전략을 공개했다.